# تپه زیر جاده پاقلعه
تپه زیر جاده پاقلعه محوطه‌ای باستانی مربوط به دوران‌های تاریخی پس از اسلام است که در شهرستان صحنه، بخش مرکزی، روستای پاقلعه واقع شده‌اشت. این اثر در تاریخ ۱۸ خرداد ۱۳۸۴ با شمارهٔ ثبت ۱۱۸۱۶ به‌عنوان یکی از آثار ملی ایران به ثبت رسیده است.
محوطۀ تپۀ پاقلعه سال ۱۳۸۱ توسط گروه باستان‌شناسی به سرپرستی یعقوب محمدی‌فر شناسایی شد و در سال ۱۳۸۴ در فهرست آثار ملی ایران قرار  گرفت. احتمال داده شده که این تپه تاریخی مربوط به دورۀ عصر آهن و حکومت مادها (حدود سه هزار سال پیش) باشد. این محوطۀ باستانی در مجاورت زمین‌های کشاورزی قرار گرفته و از آنجا که پس از شناسایی اقدام خاصی بر روی آن صورت نگرفته، کشاورزان به تدریج بخش هایی از آن را به زمین‌های خود الحاق کرده‌اند. در ۱ مرداد ۱۴۰۲ رئیس ادارۀ میراث فرهنگی شهرستان صحنه از برنامه‌ریزی برای تعیین عرصه و حریم این تپۀ باستانی خبر داد.